# Bennett Valley AVA
Bennett Valley AVA (oder Bennett Valley American Viticultural Area, anerkannt seit 2003) ist ein Weinbaugebiet im US-Bundesstaat Kalifornien und ist Teil der überregionalen North Coast AVA und Sonoma Valley AVA. Das Gebiet überlappt zum Teil mit den Regionen Sonoma Coast AVA und Sonoma Mountain AVA.
Das Weinbaugebiet wird im Süden, Osten und Westen halbkreisförmig von den Sonoma Mountains begrenzt. Im Norden des Gebiets liegt die Stadt Santa Rosa. Über den zwischen den Sonoma Mountains und Taylor Mountain liegenden Crane Canyon strömt aus südwestlicher Richtung ein vom Pazifik kommender kühlender Wind ein und sorgt so für ein für kalifornische Verhältnisse gemäßigtes Mikroklima.

## Geschichte
Der Region wurde der Status einer American Viticultural Area am 23. Dezember 2003 durch das Alcohol and Tobacco Tax and Trade Bureau zugestanden. Treibende Kraft war das Weingut Matanzas Creek Winery.

## Weinbau
Barbera, Cabernet Sauvignon, Cabernet Franc, Chardonnay, Grenache, Merlot, Pinot Noir, Sauvignon Blanc und Syrah sind die gängigsten Rebsorten des Weinbaugebiets.